# Giv, o Jesus, fröjd och lycka
Giv, o Jesus, fröjd och lycka (tyska: Jesu, meiner Seelen Wonne) är en nyårspsalm i sju verser av Johannes Rist från 1642, översatt av Petrus Brask 1690 senare bearbetad av både Johan Olof Wallin 1819 och Britt G. Hallqvist 1983 som kortade ner psalmen till fyra verser.
Texten inleds 1695 med orden:
Gif, o JEsu! frögd och lycka
Ett nytt åhr går åter in
I 1697 års koralbok anges att melodin är densamma som för psalmerna Helge Ande, hjärtats nöje (nr 184), Ack, vi ästu dock så blinder (nr 278), Ljus av ljus, o Morgonstjärna (nr 356) Opna tigh min munn och tunga (nr 376), Var nu redo, själ och tunga (nr 377) och Herre, signe du och råde (nr 413) vilket innebär att den är komponerad av Johann Schop och hämtad ur Himmlischer Lieder från 1642, vilken enligt senare års psalmböcker används till flera andra psalmer.
Samma melodi av Johann Schop är satt till den tyska psalmen Werde munter mein Gemüte, som Johann Sebastian Bach inkluderade i sina verk Matteuspassionen (BWV 244) och Lukaspassionen (BWV 246). I verket Herz und Mund und Tat und Leben (BWV 147 och 147a) ingår även det kända stycket Jesus bleibet meine Freude, som är en improvisation kring samma psalmmelodi. Samma musik ingår där även med en annan text: Wohl mir, daß ich Jesum habe.

## Publicerad som
- Nr 139 i 1695 års psalmbok under rubriken "Ny-Åhrs Psalmer".
- Nr 413 i 1819 års psalmbok under rubriken "Med avseende på särskilda personer, tider och omständigheter: Årets början och slut: Nyårspsalmer".
- Nr 700 i Svenska Missionsförbundets sångbok 1920.
- Nr 169 i Sionstoner 1935 under rubriken "Nyår".
- Nr 461 i 1937 års psalmbok under rubriken "Årsskifte".
- Nr 194 i Den svenska psalmboken 1986, 1986 års Cecilia-psalmbok, Psalmer och Sånger 1987, Segertoner 1988 och Frälsningsarméns sångbok 1990) under rubriken "Årsskifte".
- Nr 39 i Finlandssvenska psalmboken 1986 under rubriken "Nyår".
- Nr 127 i Lova Herren 1987 under rubriken "Nyår".